# Alphonsea ovata
Alphonsea ovata là loài thực vật có hoa thuộc họ Na. Loài này được (Scheff.) J.Sinclair mô tả khoa học đầu tiên năm 1956.